# Fraunhofer-Gesellschaft

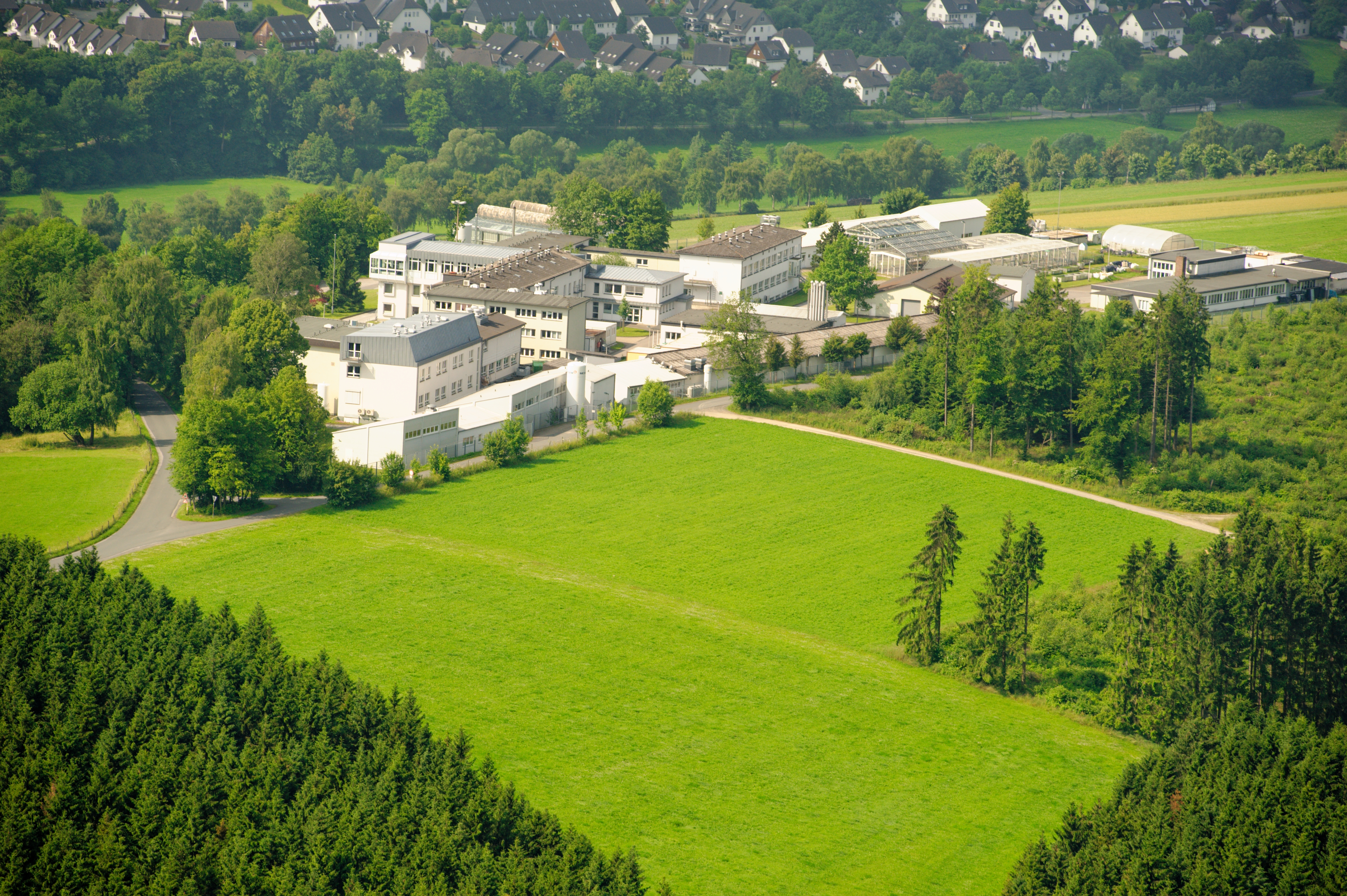
Fraunhofer-Institut Schmallenberg.

La Fraunhofer-Gesellschaft zur Förderung der angewandten Forschung e. V. (abreviado Fraunhofer) es la mayor organización de servicios de investigación aplicada y desarrollo de Europa, con unos 30.000 empleados.
Es una organización que comprende 72 institutos esparcidos por toda Alemania, cada uno con una especialización en un campo diferente de las ciencias aplicadas.
Su nombre se debe a Joseph von Fraunhofer quien fue un científico, ingeniero y emprendedor, lo cual refleja el espíritu y visión de la organización.
El Fraunhofer-Gesellschaft es también activo internacionalmente: tiene centros de investigación afiliados y oficinas representativas que permiten mantener contacto con las principales regiones. 
A finales de 2022, Fraunhofer empleaba a 30.350 personas, entre ellas 22.430 miembros del personal científico, técnico y administrativo (personal WTA), 7.415 estudiantes y 505 becarios. 

## Cifras y datos
- 72 institutos Fraunhofer en Alemania.
- 2.600 millones de € de presupuesto anual para la investigación, de los que 2200 millones se generan a través de contratos de investigación; 2/3 de estos son generados por contratos con la industria, la administración pública y sector servicios, el 1/3 restante es provisto por el gobierno federal.

- 40 diferentes localizaciones.
- 8 instituciones afiliadas fuera de Alemania, las que suman 16 centros de investigación, más 14 centros de proyectos, 1 laboratorio de aplicación y 7 oficinas de representación en Europa, Norteamérica, Sudamérica y Asia.

## Creadores del MP3
Uno de sus institutos más conocido es el Fraunhofer IIS, el cual comenzó la investigación de codificación de audio en la Universidad de Erlangen-Núremberg desde 1981, y desde 1987 en el instituto mismo. Como resultado se desarrolla el MPEG-1 layer 3, más conocido como MP3.
- En 1992, MP3 se convierte en estándar internacional
- En 1997, comienza en Internet la explosión del MP3
- Desde 1997 se desarrolla la familia de sucesores MPEG-2/4 AAC (AAC-LD, HE-AAC)
- En 1999, MP3 se convierte en el estándar de-facto para música en Internet
- En 2000, se recibe el premio "Deutscher Zukunftpreis"del Presidente Federal Alemán
- En 2007, MPEG Surround se convierte en estándar internacional
- En 2017, al haberse vencido las patentes de MPEG dicen que “al no existir patentes, no hay licencias para otorgar. Sin dichas patentes, no se puede hacer dinero del MP3 y, es por eso, que el Instituto Fraunhofer ha decidido promover otros formatos que sí tengan licencias”.

## Institutos por especialidad
- Fraunhofer IPA: Fraunhofer-Institut für Produktionstechnik und Automatisierung (Instituto para la Ingeniería de Manufacturas y Automatización) – IPA
- Fraunhofer IIS: Fraunhofer Institut Intergrierte Schaltungen (Instituto para Circuitos Integrados) – IIS
- Fraunhofer SIT: Fraunhofer Institut für Sichere Informationstechnologie (Instituto para la Seguridad en las Tecnologías de la Información) – SIT
- Fraunhofer IGB: Fraunhofer Institut Grenzflächen und Bioverfahrenstechnik (Instituto para Ingeniería Interfacial y Biotecnología) - IGB
- Fraunhofer eGov: Fraunhofer eGovernment Zentrum (Centro de e-Gobierno) – Fraunhofer eGovernment Center
- Fraunhofer ISST: Fraunhofer Institut Software-und Systemtechnik (Instituto para Ingeniería de Software y Sistemas) – ISST
- Fraunhofer IGD: Fraunhofer Institut für Graphische Datenverarbeitung (Instituto para Investigación en Computación Gráfica) –

IGD
- Fraunhofer ISI: Fraunhofer Institut für System- und Innovationsforschung (Instituto para Investigación en Sistemas e Innovaciones) -
- Fraunhofer ISE: Fraunhofer-Instituts für Solare Energiesysteme (Instituto de Energía Solar) – ISE